# 辻井潤一
辻井 潤一（つじい じゅんいち、1949年 - ）は、日本の情報科学者。東京大学大学院情報理工学系研究科名誉教授、マンチェスター大学コンピュータ科学科教授、英国国立テキストマイニングセンター(en:National Centre for Text Mining)前所長。産業技術総合研究所フェロー。文化功労者。

## 概要
京都大学において、長尾真に師事し、助手、助教授に着任した。この間、長尾真らと共著の論文で、情報処理学会の論文賞を3度受賞している。1981-82年の１年間、フランス・グルノーブル大学(en:Universite Grenoble Alpes)にあったCNRSの研究所(GETA-en:Groupe d'étude pour la traduction automatique et le traitement automatisé des langues et de la parole)に招聘上級研究員として滞在した。
1988年に日本IBM科学賞の第二回受賞者に選ばれた。同年、英国マンチェスター大学教授に就任。同大学の計算言語学センター(Centre for Computational Linguistics-CCL)の所長を務め、SRI・Cambridge、DFKI（ドイツ）と共にヨーロッパの機械翻訳プロジェクト(en:Eurotra）の理論的な枠組み（Eurotra６）の研究などを推進した。
1995年に日本に帰国し、東京大学の教授に着任する。マンチェスター大学教授を兼任し、同大学に2005年に設立された国立テキストマイニングセンター(NaCTeM－en:National Centre for Text Mining)の初代センター長に就任。生命科学文献のテキストマイニングプロジェクトGENIAの業績により、2005年、IBM Faculty Awardを受賞。
2011年東京大学を早期退職し、同年、中国・北京市のマイクロソフト研究所（アジア）の首席研究員に就任、2015年に帰国し、国立研究開発法人・産業技術総合研究所に設立された人工知能研究センターの研究センター長に就任する(2023年３月まで)。2017年より、産業技術総合研究所フェロー。
また、国内外の学会においても主導的な立場にあり、2000-2001年に
言語処理学会（日本）の会長を務め、2004年にアジア言語処理学会連合(AFNLP -  Asian Federation of Natural Language Processing)を設立し、その会長を務めた(2008年)。
2006年には、アジアから初となる国際計算言語学会(ACL-en:Association for Computational Linguistics)の会長を務めた。
1992年より、国際言語処理委員会(en:International Committee on Computational Linguistics)の永久メンバー、2014年より現在にいたるまで、同委員会の会長を務める,
2021年には、言語処理・計算言語学分野で最高の栄誉とされるACL Lifetime Achievement Awardを受賞する。
ACLフェロー、情報処理学会フェロー、東大名誉教授。大川賞（2015年）ほか受賞。紫綬褒章（2010年）、瑞宝中綬章（2022年）。文化功労者（2024年）。

## 略歴
- 1971年 - 京都大学工学部電子工学科を卒業
- 1973年 - 同大学院修士課程を修了
- 1973年 - 京都大学助手に就任
- 1978年 - 京都大学より工学博士号を取得　論文名は「A computer model of natural language understanding for Japanese(日本語のための計算機による自然言語理解モデル)」
- 1979年 - 京都大学助教授に就任(1981年-1982年:フランスCNRS上級招聘研究員）
- 1988年 - マンチェスター大学（UMIST[8]）教授、計算言語学研究センター・センター長に就任
- 1995年 - 東京大学教授に就任
- 2005年 - マンチェスター大学教授に就任（東京大学と兼任）
- 2011年 - 東京大学教授、マンチェスター大学教授を退任
- 2011年 - マイクロソフト・リサーチ・アジアの首席研究員（principal researcher）に就任
- 2011年 - 東京大学名誉教授
- 2015年 - 5月1日より 国立研究開発法人・産業技術総合研究所・人工知能研究センター センター長に就任(2023年3月まで）
- 2016年 - マンチェスター大学教授（Part-Time)に就任
- 2017年 - 国立研究開発法人・産業技術総合研究所・フェローに就任

## 受賞
- 1976年 - 情報処理学会論文賞[9]
- 1979年 - 情報処理学会論文賞[10]
- 1983年 - 情報処理学会論文賞[11]
- 1983年 - JICST丹羽記念賞（JICSTはJSTに改組）
- 1985年 - 情報処理学会創立２５周年記念論文[12]
- 1988年 - 日本IBM科学賞
- 2000年 - 香港SEYF招聘教授賞
- 2004年 - Daiwa Adrian Prize(en:Daiwa Adrian Prize)[13][14]
- 2005年 - IBM Faculty Award (Eclipse Innovation Award)
- 2008年 - 人工知能学会業績賞[15]
- 2013年 - 情報処理学会功績賞[16]
- 2014年 - 情報処理学会FIT船井業績賞[17]
- 2015年 - 大川賞[18]
- 2017年 - IAMT(en:International Association for Machine Translation):Award of Honor[19]
- 2021年 - ACL(en:Association_for_Computational_Linguistics):Lifetime Achievement Award [20]

## 栄典・顕彰
- 2010年 - 紫綬褒章[21]
- 2022年 - 瑞宝中綬章[22][23]
- 2024年 - 文化功労者[24]

## 学会
- 言語処理学会
  - 会長(2000-2001)
- ACL(Association for Computational Linguistics)　
  - 会長(2006-2007)
  - SIGBioMedの創始者(2009)と組織委員(2009-)[25]
  - フェロー(2014-)[26]
- IAMT(International Association for Machine Translation)  
  - 会長(2003-2005)
- AFNLP(Asian Federation of Natural Language Processing Associations) 
  - 会長(2008-2009)
- ICCL (International Committee on Computational Linguistics) 
  - 永久メンバー(1992-)
  - 議長(2014-)
- 情報処理学会
  - 理事(2001-2003)
  - フェロー(2010-)[27]

## 主な国際会議
- Coling
  - 招待講演, Coling 86, (Bonn, 1986)[28]
  - Program Chair, Coling14, (Dublin, 2014)
- ACL 
  - LTA受賞記念講演、ACL21、(Bangkok,2021)[29]
  - 招待講演, ACL00, (Hong Kong, 2000)[30]
  - 招待講演, ACL91, (Berkeley, 1991)[31]
  - General Chair, ACL03, (札幌, 2003)
- EMNLP
  - General Chair, EMNLP 12, (Jeju, 2012)[32]
- MT Summit
  - 招待講演, MT Summit 11, (Xiamen, 2011)[33]
  - 招待講演 MT Summit 93, (神戸, 1993)[34]
  - 招待講演, MT Summit 85, (箱根, 1985)
  - Program Chair, MT Summit 99, (Singapore, 1999)
- LREC
  - 招待講演, LREC, (Lisbon, Portugal, 2004)[35]

## 著書・編書・訳書
- Andreas Dengel, Oren Etzioni, Nicole DeCario, Holger Hoos, Fei-Fei Li, Junichi Tsujii & Paolo Traverso: Next Big Challenges in Core AI Technologies, in Reflections on Artificial Intelligence for Humanity (eds: Bertrand Braunschweig, Malik Ghallab), Springer, LNAI, 2022, 978-3-030-69128-8(ISBN 13)
- Junichi Tsujii; Natural Language Processing and Computational Linguistics. Computational Linguistics 2021; 47 (4): 707–727, MIT Press, doi: https://doi.org/10.1162/coli_a_00420
- Stephen Oepen, Dan Flickinger, Junichi Tsujii, Hans Uszkoreit (eds): Collaborative Language Engineering – A case study in Efficient Grammar-Based Processing, CSLI Publications, Stanford University, 2002, 978-15758(ISBN13)
- Yoshiaki Shirai, Junichi Tsujii: Artificial Intelligence – Concepts, Techniques and Applications, John Wiley & Sons, Inc., 1984, 047190581X (ISBN)

- 辻井潤一、安西祐一郎：機械の知と人間の知、認知科学選書20、東京大学出版会、978-4130130707（ISBN13）、1988
- 長尾眞、山崎進、辻井潤一：情報基礎論、情報工学基礎講座、オーム社、978-4274074172(ISBN13)、1988
- 辻井潤一：知識と表現と利用、人工知能シリーズ８、昭晃堂、978-4785630706（ISBN１３）、1987
- 白井良明、辻井潤一：人工知能、岩波講座情報科学２２、岩波書店、B000J7P7X4（ASIN）、1982

- 石崎雅人、伝康晴（著）辻井潤一（編）：談話と対話、言語と計算３、東大出版会、978-4130654036（ISBN13）、2001
- 北研二（著）、辻井潤一（編）：確率的言語モデル、言語と計算４、東大出版会、978-4130654043（ISBN13）、1999
- 徳永健伸（著）、辻井潤一（編）：情報検索と言語処理、言語と計算5、東京大学出版会、978-413
- 長尾真, 石田晴久, 稲垣康善, 田中英彦, 辻井潤一, 所真理雄, 中田育男, 米澤明憲(編）: 岩波情報科学辞典、岩波書店、1990、978-4000800747(ISBN13)
- 産総研人工知能センター（編）、辻井潤一（監修）：トコトンやさしい人工知能の本、日刊工業新聞社、2016、978-4526076404（ISBN13）0654050（ISBN13）、1999
- 田中穂積、辻井潤一（共編）：自然言語理解、知識工学講座８、オーム社、978-4274073984（ISBN13）、1988

- IBM東京基礎研究所（訳）、辻井潤一（監訳）：テキストマイニングハンドブック、東京電機大学出版局、2010、（原著者：Ronen Feldman、James Sanger）、2010
- 白井良明、辻井潤一、佐藤泰介（共訳）：人工知能の原理、日本コンピュータ協会、1983、BN00058946、(原著者：Nils.J.Nilsson)
- 長尾真、辻井潤一(共訳)：コンピュータによる定理の証明、日本コンピュータ協会, 1983、 BN00844314　（原著者：Chin-Liang Chang, Richard Char-Tung Lee）
- ヒューマン・インフォマティクス　金出武雄＋高野明彦ほか  工作舎  2005 ISBN 978-4-87502-386-9